# Luis Aparicio Valdez
Luis Aparicio Valdez, (Lima, 26 de diciembre de 1930 - Lima, 25 de junio de 2009), fue un destacado investigador, abogado y jurista peruano.
Maestro Profesor hizo valiosos aportes en el campo de la Relaciones de Trabajo y Empleo a nivel. Se destacó no solo por su sólidos conocimientos en el ámbito de las Relaciones de Trabajo y el Empleo en el Perú, y su difusión a nivel internacional, sino por su calidad humana y personal. La tolerancia era una de sus más destacadas virtudes, lo que le permitió amalgamar bajo su Liderazgo, a notables intelectuales de diversas tendencias ideológicas, demostrando que a pesar de las muchas y variadas diferencias, es posible trabajar en equipo, sabiendo conservar el debate alturado en variados temas y alcanzar consenso y unidad de criterio en beneficio de las relaciones de Trabajo.

## Biografía
Luis Aparicio Valdez realizó sus estudios universitarios en la Facultad de Letras de la Pontificia Universidad Católica del Perú y en la Facultad de Derecho de la Universidad Nacional Mayor de San Marcos, siguiendo también estudios de posgrado en Derecho Comparado en la Universidad de Derecho de París. 
Hijo de Germán Aparicio y Gómez-Sánchez. Se casó con doña María Helena Rabines y fue padre de cuatro hijos: Luis Felipe, Manuel Augusto, José Antonio y María Helena.
Hay dos facetas adicionales a las que tenemos que hacer referencia. Una de ellas es la de Esposo y Padre ejemplar; la otra está relacionada con su calidad de persona, que lo han hecho merecedor del respeto y la admiración general.

## Experiencia docente
- Catedrático Principal de Derecho del Trabajo en la Universidad del Pacífico.
- Catedrático de Seguridad Social en la Facultad de Derecho de la Pontificia Universidad Católica del Perú.
- Catedrático de la Escuela de Postgrado de la Universidad de Lima.

## Distinciones académicas
- Académico Fundador Honorario de la Academia Peruana de Salud.
- Académico de Número de la Academia Peruana de Derecho.
- Profesor Honorario de la Facultad de Derecho y Ciencias Políticas de la Universidad Nacional de Trujillo.
- Profesor Honorario de la Facultad de Ciencias de la Comunicación, Programa de Relaciones Industriales de la Universidad Católica de Santa María

## Condecoraciones
- Orden del Trabajo en el Grado de Gran Oficial otorgada por el Gobierno Peruano.
- Grado de Comendador por el Tribunal Superior de Trabajo del Brasil.

## Cargos ocupados
- Actuó como representante ante las Conferencias Anuales de la OIT y fue, además, miembro de su Consejo de Administración
- Miembro del Consejo Nacional del Trabajo y Promoción del Empleo.
- Miembro del Comité Ejecutivo y Vicepresidente de la Sociedad Internacional de Derecho del Trabajo y de la Seguridad Social
- Presidente de la Comisión Consultiva del Ministerio de Trabajo y Promoción Social.
- Representante de América Latina en el Comité Ejecutivo de la Asociación Internacional de Relaciones de Trabajo – AIRT
- Coordinador de los Delegados de los Ministros de Trabajo del Grupo Andino a cargo de la preparación del Convenio Simón Rodríguez, así como de los Instrumentos Andinos de Seguridad Social y Migraciones.
- Consultor de la Junta del Acuerdo de Cartagena.
- Presidente de la Sociedad Peruana de Derecho del Trabajo y la Seguridad Social (SPDTSS)
- Presidente de la Asociaciòn Peruana de Relaciones de Trabajo (APERT).
- Miembro del Consejo Nacional del Trabajo y Promoción del Empleo en representación de las Organizaciones Sociales vinculadas al Sector.
- Presidente de la Asociación Internacional de Relaciones de Trabajo (en la actualidad ILERA).

## Asociaciones y entidades que fundó
- Asociación Peruana de Relaciones de Trabajo (APERT).
- Sociedad Peruana de Derecho del Trabajo y la Seguridad Social (SPDTSS).
- Revista AELE
- Fundador de la Academia Peruana de Salud.

## Obras
- “Política Laboral en el Grupo Andino”, editado por la Universidad del Pacífico (Perú).
- “Seguridad Social en el Grupo Andino”, editado por la Universidad del Pacífico (Perú)
- “Andean Common Market”, editado por Kluwer Law International.

## Distinciones académicas
- “Política Laboral en el Grupo Andino”, editado por la Universidad del Pacífico (Perú).

## Premio Luis Aparicio
Luis Aparicio Valdez fue Presidente de ILERA durante el 2003-2006 y durante ese periodo fue el anfitrión del 14° Congreso Mundial en Lima en el 2006 en donde dirigió un equipo de destacados colegas que lograron llevar a cabo un exitoso Congreso. Falleció poco tiempo después del Congreso Americano llevado a cabo en Buenos Aires en septiembre de 2008. El premio Luis Aparicio se estableció en honor a sus contribuciones a ILERA y a la práctica, estudio y enseñanza de las relaciones laborales e industriales.
- Premio

El premio es entregado cada tres años en el congreso Mundial de ILERA. El primer ganador del premio Luis Aparicio, fue Marck Sebastian Anner, Profesor Asociado en Estudios Laborales y Ciencias Políticas y Director del Center for Global Workers’ Rights en la Universidad de Pensilvania, Estados Unidos. La premiación se llevó a cabo durante el 16° Congreso Mundial ILERA realizado en Filadelfia, Estados Unidos, en julio de 2012. 
El próximo premio será otorgado en el XVII Congreso Mundial “El cambiante mundo del trabajo: Implicaciones de Trabajo y Empleo, Relaciones y Protección Social”,  que se llevará a cabo en Sudáfrica del 7 al 11 de septiembre de 2015.
- Elegibilidad

El Premio Luis Aparicio será otorgado a aquel académico emergente que destaque por su contribución al estudio y a la investigación del trabajo, empleo y relaciones de empleo.
Este premio ha sido diseñado para reconocer destacadas contribuciones académicas de investigación elaboradas por participantes que recién se vinculan con esta disciplina.
Un académico emergente es una persona que obtuvo su doctorado o título profesional en los últimos diez años o menos.